# Інарі (озеро)
І́нарі (Інаріярві, фін. Inarijärvi або Inarinjärvi, швед. Enare träsk, норв. Enaresjøen) — озеро на півночі Фінляндії, в провінції Лапландія. Розташоване на північ від полярного кола. Є третім за величиною озером Фінляндії. 
Площа 1040,28 км ². Глибина до 92 метрів. Розташоване на висоті 119 м над рівнем моря.
На озері розташовані населені пункти Партакко, Вяюля, Інарі, Копелло та інші. 

## Географія

### Географічне положення і розміри улоговини
Берег озера заболочений, сильно порізаний. 

### Притоки і стік
В озеро впадає понад 20 річок, найбільші з яких Камасйокі і Івалойокі.
З озера витікає річка Патсойокі, якою озеро сполучається з Баренцевим морем. Стік регулюється російською ГЕС "Кайтакоскі" згідно з угодою «Про регулювання водного режиму озера Інарі допомогою гідроелектростанції Кайтакоскі». Вона була підписана в 1959 році між урядами СРСР, Норвегії та Фінляндії. Предметом угоди є контроль за рівнем води в озері Інарі, що знаходиться на території Фінляндії, і річки Патсйокі, що протікає територією Фінляндії, Росії та Норвегії.
На річці Патсйокі розташовано сім гідроелектростанцій, з них 5, об'єднані в Каскад ГЕС ВАТ «ТГК-1» і 2 входять в енергетичний комплекс Норвегії. Регулюючою станцією водної системи є ГЕС "Кайтакоскі" — перша із станцій, що безпосередньо впливає на рівень води, необхідний для функціонування станцій, розташованих нижче за течією.
Для оперативного вирішення питань, що виникають у ході роботи складного гідроенергетичного комплексу, створена тристороння комісія. У числі її основних завдань — розробка і контроль виконання графіків скидання води з озера Інарі, а також координація робіт з ремонту обладнання на російських і норвезьких ГЕС. 

### Лід
Замерзає у листопаді, скресає у березні. 

### Острови та півострови
На озері 3318 островів, найвідоміші — Хаутуумаасаарі (острів-цвинтар), який служив кладовищем для древніх саамів, і Уконківі (камінь Укко), місце жертвопринесень давніх жителів Лапландії.

## Рослинний і тваринний світ
У річці водиться форель, озерний лосось, окунь, щука та інші. Поширено рибальство.

## Фотографії

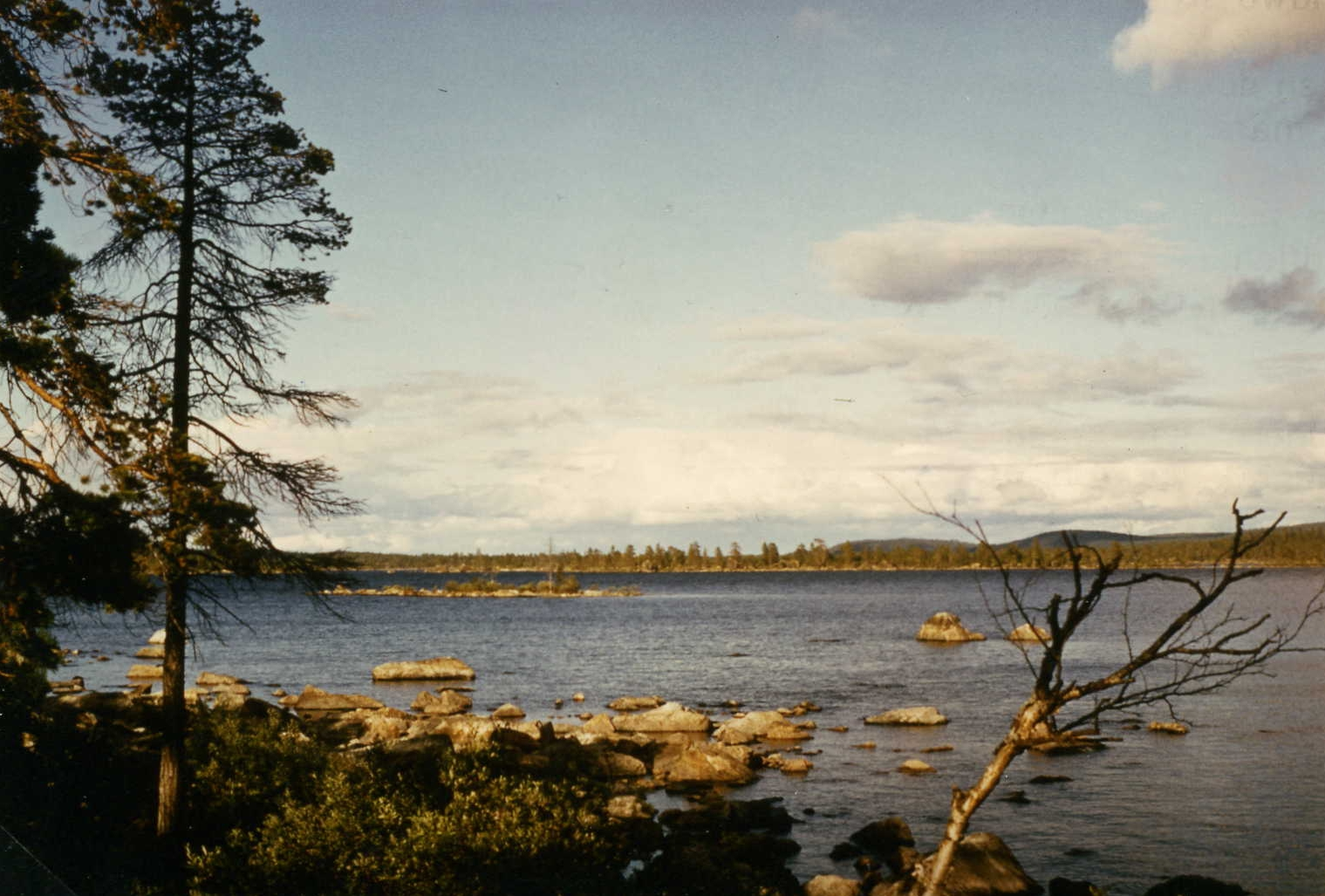
Інаріярві 1 червня 1978
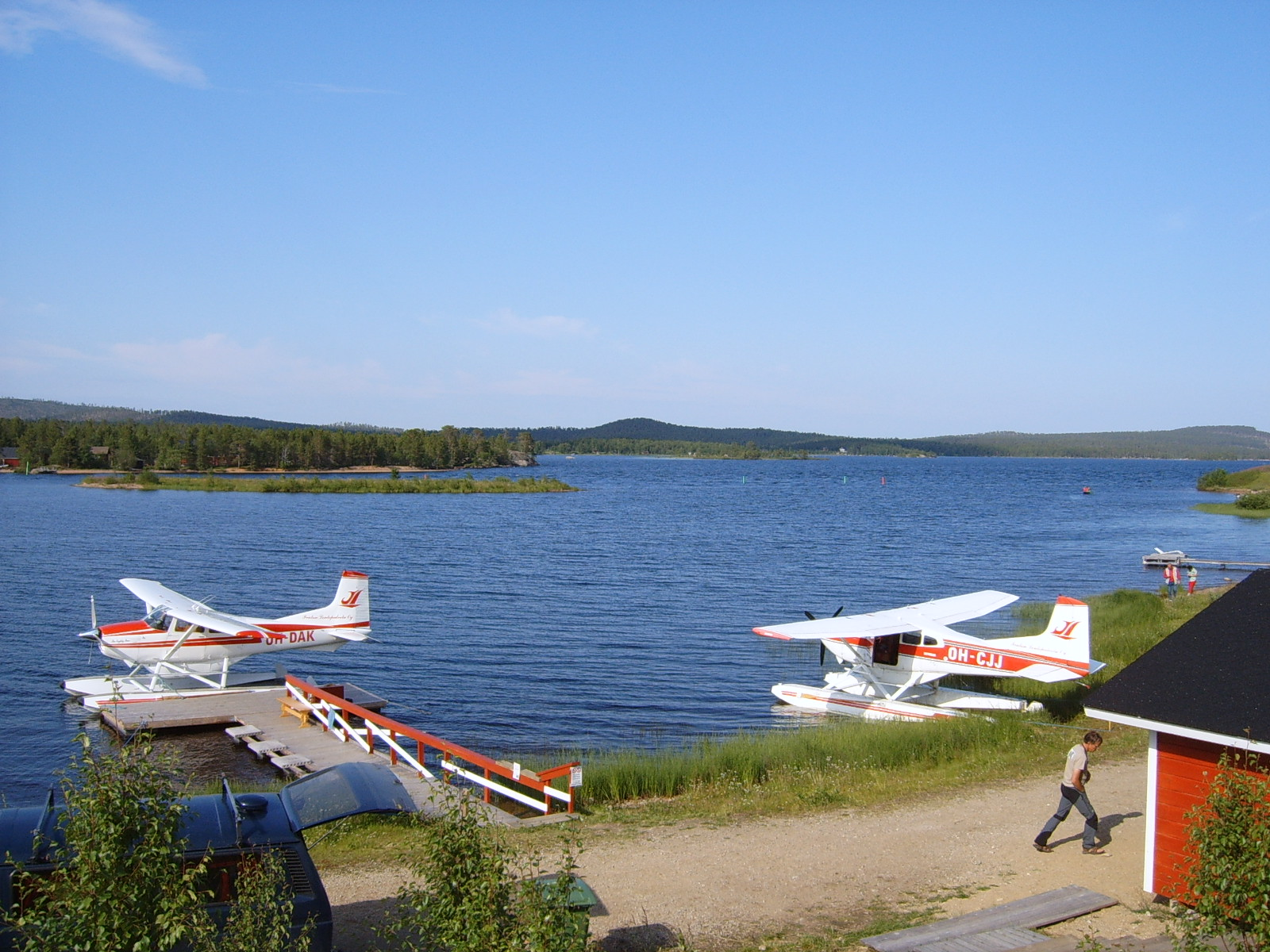
Гідролітак и Ivalon Lentopalvelu Oy [7] на Інаріярві, Липень 2005
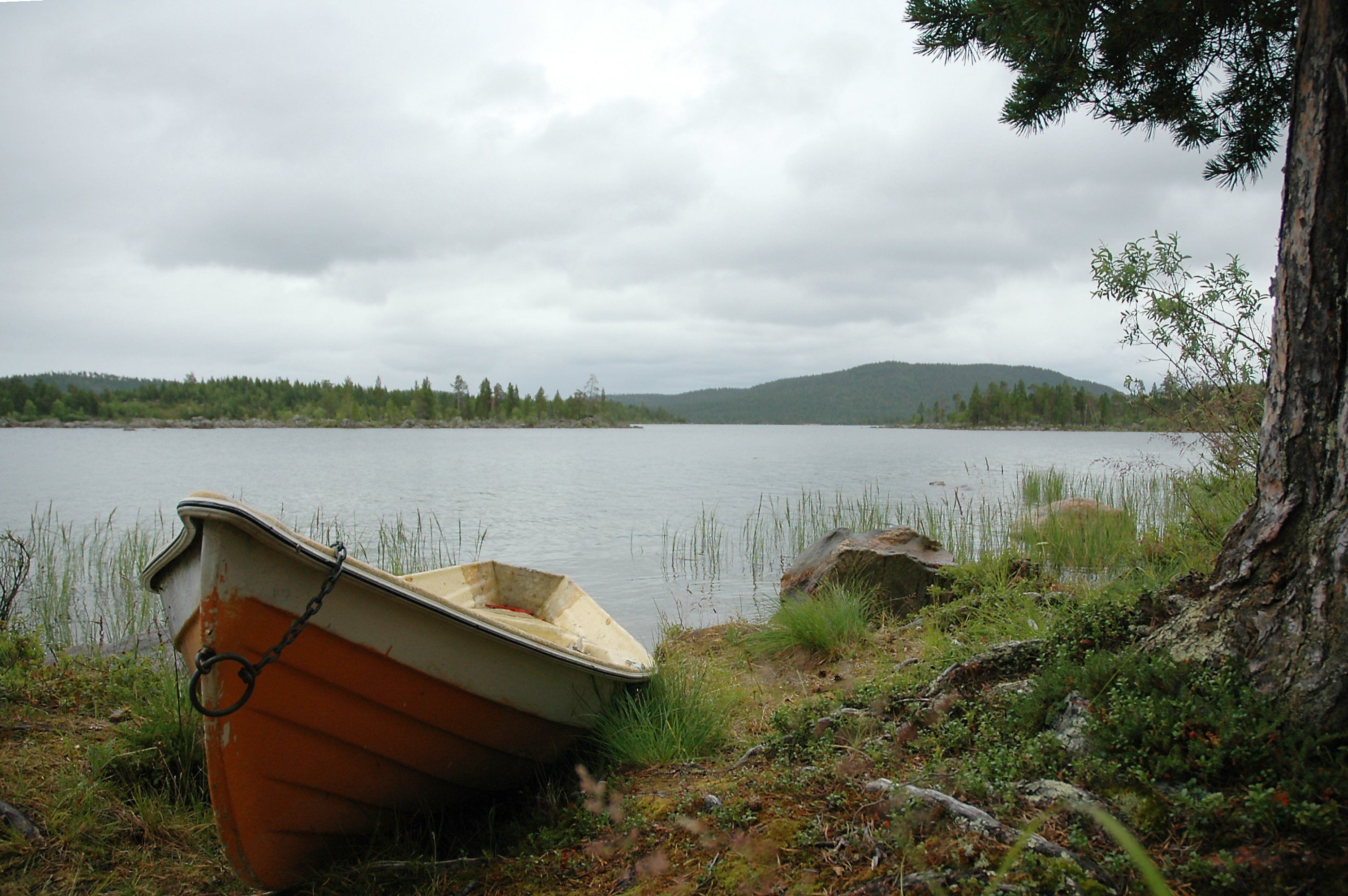
Інаріярві в липні 2006